# Estoniens de Ludza
Les Estoniens de Ludza (estonien : Lutsi maarahvas) sont un peuple de la Lettonie, qui vivait autour de la ville de Ludza (Sud-Est de la Lettonie, en Latgale), principalement dans les communes de Nirza et de Pilda.
Au XVIIe siècle, des Estoniens partent d'Estonie et vont s'installer en Lettonie, bien que certains estiment que leur présence pourrait être plus ancienne.
À l'inverse de la majorité des Estoniens, qui étaient luthériens, les Estoniens de Ludza étaient catholiques. Ils furent petit à petit lettonisés (en raison notamment de la fin de la messe en estonien au XIXe siècle) et leur langue s'imprégna du letton et du biélorusse. Entre 1970 et 1980, il y avait une vingtaine de personnes parlant le lutsi comme langue maternelle malgré les persécutions des Soviétiques. 
On peut donc présumer que cette langue a disparu entre 1980 et 2000.
Au maximum, il y avait plus de 4 000 Lutsis en Lettonie.
Oscar Kallas (1868-1946), un diplomate et linguiste estonien d'entre les deux guerres, avait étudié cette communauté.